# Шамс ад-Дін ібн Фазл Аллах
Шамс ад-Дін ібн Фазл Аллах — лідер Сербедарів Себзевара.

## Правління
1347 року брав участь у змові проти Кулу Ісфандіяра, який на той момент контролював Себзевар і його околиці. Після цього Шамс ад-Дін узяв владу в свої руки. Правив близько року. Через нестачу коштів він швидко втратив підтримку військовиків, що дозволило Ходжі Шамс ад-Діну Алі захопити престол 1348 року.